# Sint-Jozefklooster (Baarlo)

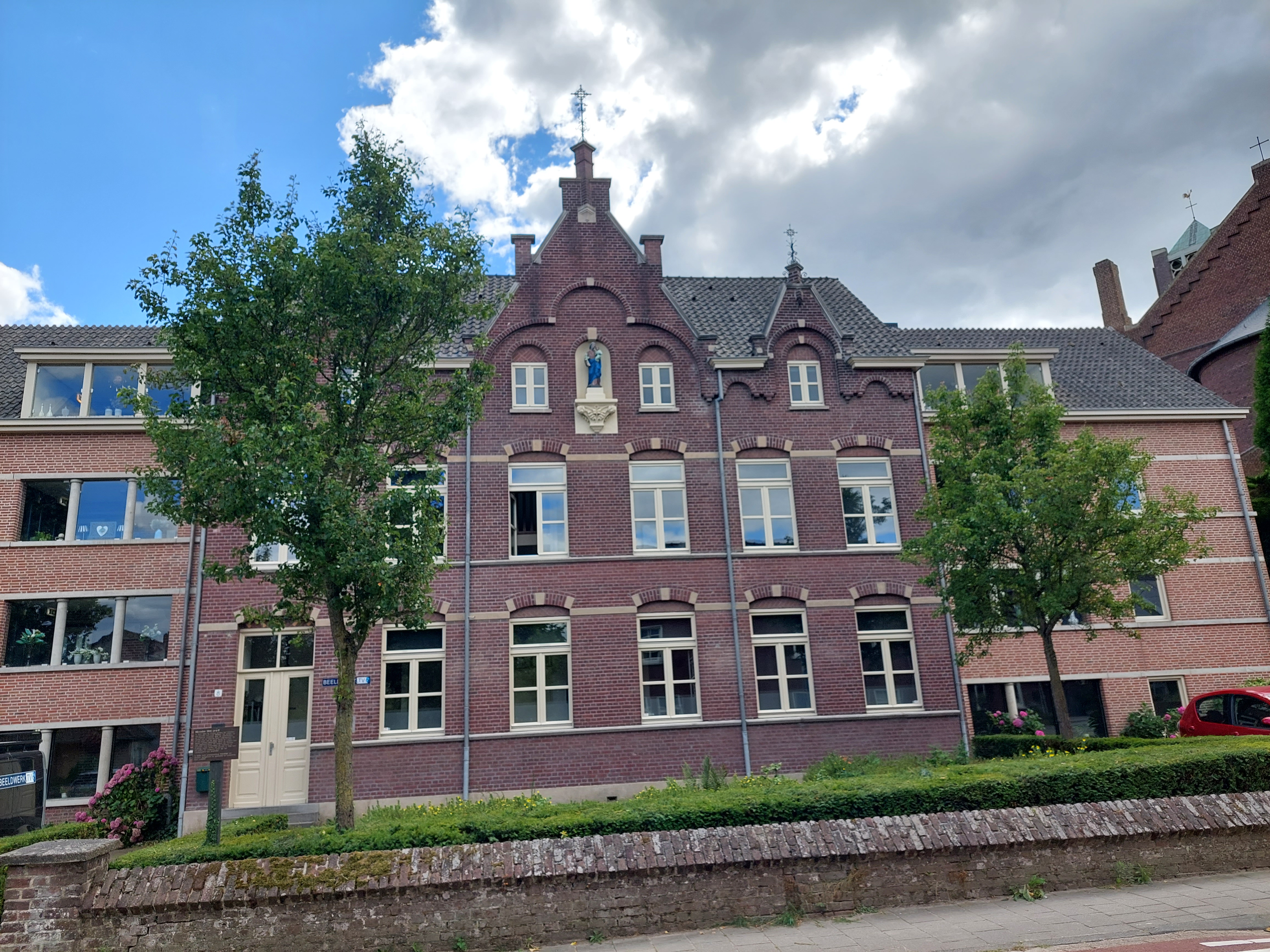
Voormalig Sint-Jozefklooster

Het Sint-Jozefklooster is een voormalig klooster te Baarlo, gelegen aan Maasstraat 8.
Het klooster werd gesticht door de Zusters Ursulinen welke afkomstig waren van Lamballe, maar vanwege de secularisatiepolitiek genoodzaakt waren om Frankrijk te verlaten.
In 1901 kochten zij een stuk grond in Baarlo, en in 1905 begon de bouw van het klooster. Architect was H. Bartrams, welke een complex met neogotische elementen ontwierp. De zusters wijdden zich aan onderwijs voor meisjes, en aan ziekenzorg. Een veertigtal zusters bewoonde het klooster. Zij keerden in 1936 weer terug naar Frankrijk en zowel het klooster als de taken werden overgenomen door de Zusters van de Goddelijke Voorzienigheid.
Uiteindelijk vertrokken ook deze zusters. In 1994 werd het klooster verbouwd tot het appartementencomplex Kloosterhof.